# Anubisbavian
Anubisbavianen eller den grå bavian (Papio anubis) er en art af savannebavianer. Den er almindelig i det vestlige og nordøstlige Afrika.